# Bouaflé (underprefektur)
Bouaflé är en underprefektur i Elfenbenskusten. Den ligger i departementet med samma namn, i den centrala delen av landet, 60 km väster om huvudstaden Yamoussoukro.